# Hydriomena coronata
Hydriomena coronata är en fjärilsart som beskrevs av Max Joseph Bastelberger 1909. Hydriomena coronata ingår i släktet Hydriomena och familjen mätare. Inga underarter finns listade i Catalogue of Life.